# 남향군
남향군(南鄕郡)은 후한말기 신설된 중국의 옛 군으로, 서진대에 순양군(順陽郡)으로 이름이 개명되었다.

## 연혁

### 후한말~ 서진
후한말인 207년(건안 13년), 조조가 형주일대를 장악한 이후 남양군의 서부에 남향군을 신설했다.
삼국시대에는 조위가 남양군일대를 수복한 것을 이유로 조위에 속했다. 서진 태강연간에 순양군으로 이름이 개명되었다. 서진대에는 8현 20,100호를 거느렸다. 305년(진 혜제 영흥 2년), 사마옹에 의해 임명된 태수 장광(張光)이 강하태수 도간, 무릉태수 묘광, 남평태수 응첨과 함께 진민을 공격했다.
| 현명(한자) | 현명(한글) | 대략적 위치                | 비고                                                                       |
| ---------- | ---------- | -------------------------- | -------------------------------------------------------------------------- |
| 南鄕縣     | 남향현     | 난양 시 시촨 현 동남       | 후한시기 등장한 현으로 남향군의 치소가 있었다.                             |
| 酇縣       | 찬현       | 샹양 시 라오허커우 시 북서 | 유송시기 광평군이 남양일대에 신설되면서 신설된 광평군으로 소속이 옮겨졌다. |
| 順陽縣     | 순양현     | 난양시 시촨 현 남          | 전한대 박산현(博山縣)이었던 것을 후한대에 지금의 이름으로 고쳤다.          |
| 丹水縣     | 단수현     | 난양 시 시촨 현 서         |                                                                            |
| 武當縣     | 무당현     | 스옌 시 단장커우 시 북서   |                                                                            |
| 陰縣       | 음현       | 샹양 시 라오허커우 시 북   |                                                                            |
| 築陽縣     | 축양현     | 샹양 시 구청 현 북동       | 유송시기 부풍군이 남양일대에 신설되면서 신설된 부풍군으로 소속이 옮겨졌다. |
| 析縣       | 석현       | 난양시 시샤 현             |                                                                            |

### 유송
338년(함강 4년) 남향군으로 이름을 개명했다. 오호십육국시대 옹주의 주민들이 현재의 난양 시 일대로 이주하면서 남조에선 옹주에 속하게 했다. 7현 4,163호 23,163명을 거느렸다.
| 현명(한자) | 현명(한글) | 대략적 위치            | 직위 | 비고                                                                                      |
| ---------- | ---------- | ---------------------- | ---- | ----------------------------------------------------------------------------------------- |
| 南鄉縣     | 남향현     |                        | 현령 |                                                                                           |
| 槐裏縣     | 괴리현     | 난양 시 시촨 현 남     | 남상 | 옹주 시평군의 영현이었으나 유송이 옹주를 난양 시 일대에 옮겨 설치하면서 이 곳으로 옮겼다. |
| 順陽縣     | 순양현     |                        | 후상 |                                                                                           |
| 淸水縣     | 청수현     | 미상                   | 현령 | 천수군 청수현의 현민들이 정착한 우거지를 분리해 신설했다.                                 |
| 朝陽縣     | 조양현     | 난양 시 덩저우 시 남동 | 현령 |                                                                                           |
| 丹水縣     | 단수현     |                        | 현령 |                                                                                           |
| 鄭縣       | 정현       |                        | 현령 | 경조일대의 정현 현민들이 정착한 우거지를 분리해 신설했다.                                 |

### 남제
종양군(從陽郡)으로 이름이 바뀌었다. 유송대처럼 옹주에 속했다.
| 현명(한자) | 현명(한글) | 대략적 위치 |
| ---------- | ---------- | ----------- |
| 南鄕縣     | 남향현     | 변화없음    |
| 槐裏縣     | 괴리현     | 변화없음    |
| 淸水縣     | 청수현     | 변화없음    |
| 丹水縣     | 단수현     | 변화없음    |
| 鄭縣       | 정현       | 변화없음    |
| 從陽縣     | 종양현     | 미상        |

### 북위
북위가 남양일대를 정복하면서 북위 형주로 소속이 이관되었다. 순양군으로 이름이 개명되었다.
| 현명(한자) | 현명(한글) | 대략적 위치 | 비고               |
| ---------- | ---------- | ----------- | ------------------ |
| 南鄕縣     | 남향현     | 변화없음    |                    |
| 丹水縣     | 단수현     | 변화없음    |                    |
| 臨洮縣     | 임도현     | 미상        | 도산(洮山)이 있다. |
| 槐裏縣     | 괴리현     | 변화없음    |                    |
| 順陽縣     | 순양현     | 변화없음    |                    |

### 수
서위때 남향군은 석주(淅州)로 소속이 옮겨졌다. 수나라에서는 개황초에 남향군을 폐지하고 대업초에 석양군에 통폐합되었다.

## 태수
- 장광(張光) (305.12~) : 태재 사마옹에 의해 임명되었다.[8]